# Konstandinos Tsatsos
Konstantinos Tsatsos (en grec: Κωνσταντίνος Τσάτσος) (Atenes, 1 de juliol de 1899 - Atenes, 8 d'octubre de 1987) fou un diplomàtic, professor de dret i polític grec. Va ser president de Grècia entre 1975 i 1980.

## Biografia
Després d'haver-se graduat de la Facultat de Dret de la Universitat d'Atenes, el 1918 va ingressar al cos diplomàtic. Després de completar els seus estudis doctorals (1924 - 1928) a Heidelberg, Alemanya va tornar a Grècia on es va exercir com a professor de dret (1933). El 1941 va ser arrestat i deportat per oposar-se a la dictadura de Ioannis Metaxas. Durant l'ocupació alemanya de Grècia per les tropes alemanyes, va participar de la resistència i després es va traslladar a l'Orient Mitjà, on estava assentat el govern grec exiliat.
Després de la Segona Guerra Mundial, el 1945 va retornar a Grècia i va participar en política, sent ministre per primera vegada. El 1946, va decidir participar més activament de la vida política del seu país, va renunciar al seu càrrec a la Universitat d'Atenes i es va convertir en un membre actiu del Partit Liberal. Després de la formació de la Unió Radical Nacional per Konstandinos Karamanlís, el 1955 es va passar a aquest partit i es va convertir en un dels col·legues més propers de Karamanlis, encara que si bé, ideològicament, ell era un liberal de centre i no un conservador.
Va ser integrant del parlament i va tenir diversos càrrecs ministerials fins a la  dictadura ocorreguda entre 1967 i 1974. Sota el primer exercici del càrrec de Primer Ministre de Karamanlís (1955 - 1963) va servir per diversos anys com a Ministre d'Administració Pública. Després de la restauració democràtica el 1974 va ser elegit novament com a membre del parlament i va exercir el càrrec de Ministre de Cultura.
El 1975, va ser elegit President de la República pel parlament, retirant-se després de complir el termini de cinc anys.